# Semiothisa quadrisignata
Semiothisa quadrisignata là một loài bướm đêm trong họ Geometridae.